# NGC 1585
NGC 1585 is een spiraalvormig sterrenstelsel in het sterrenbeeld Graveerstift. Het hemelobject werd op 6 december 1834 ontdekt door de Britse astronoom John Herschel.

## Synoniemen
- PGC 15150
- ESO 303-18
- MCG -7-10-6
- IRAS04259-4216